# Barbara Norton
Barbara Norton, verheiratete Barbara Conrad, vorher Barbara Lewe-Pohlmann und Barbara Schüttpelz, (* 9. September 1956 in Essen) ist eine ehemalige deutsche Kanutin.
Die Kanurennsportlerin der KG Essen wurde 1973 im Vierer-Kajak Dritte bei den Juniorenweltmeisterschaften. 1974 belegte sie bei den Weltmeisterschaften in der Erwachsenenklasse den sechsten Platz im Zweier-Kajak und den fünften Platz im Vierer-Kajak, 1975 war sie Fünfte im Zweier-Kajak und Sechste im Vierer-Kajak. Sie nahm an den Olympischen Spielen 1976 im Zweier-Kajak teil. Zusammen mit Heiderose Wallbaum belegte sie den fünften Rang in 1:53,86 Minuten. 
Bei den Weltmeisterschaften 1978 und 1979 belegte sie jeweils den vierten Platz im Einer-Kajak. Die Weltmeisterschaften 1983 brachten ihr mit Josefa Idem Platz acht im Zweier-Kajak ein. Bei den Olympischen Spielen 1984 in Los Angeles wurde sie  hinter Agneta Andersson Silbermedaillengewinnerin im Einer-Kajak über 500 Meter und Bronzemedaillengewinnerin im Zweier-Kajak (mit Josefa Idem) über 500 Meter, sowie Fünfte mit dem Vierer-Kajak. Des Weiteren errang sie 34 Deutsche Meistertitel. Barbara Conrad war eine Zeit lang mit dem Kanuten Detlef Lewe (1939–2008) verheiratet.

## Erfolge
- Deutsche Meisterin im Einer über 500 Meter 1977 bis 1984
- Deutsche Meisterin im Zweier über 500 Meter 1973 bis 1975 mit Irene Pepinghege, 1976 bis 1978 mit Sonja Brosen, 1979 und 1980 mit Eva Brünsing, 1981 mit Ute Jürgensen und 1982 mit Stupp
- Deutsche Meisterin 1974 bis 1981 sowie 1984 und 1985
- Deutsche Meisterin über 6000 m im Einer 1977